# Slowaaks curlingteam (gemengd)
Het Slowaakse curlingteam vertegenwoordigt Slowakije in internationale curlingwedstrijden.

## Geschiedenis
Slowakije nam voor het eerst deel aan een internationaal toernooi voor gemengde landenteams tijdens de openingseditie van het Europees kampioenschap in het Andorrese Canillo. Het bereikte de play-offs niet. In 
2013 lukte dat voor de eerste en tot nu toe enige keer wel. De tie-breaker tegen Italië won het team van Pavol Pitoňák met 7-2. In de kwartfinale verloor Slowakije met 9-4 van Duitsland, een gedeeld vijfde plaats.
Na de tiende editie van het EK werd beslist het toernooi te laten uitdoven en te vervangen door een nieuw gecreëerd wereldkampioenschap voor gemengde landenteams. De eerste editie vond in 2015 plaats in het Zwitserse Bern. De beste prestatie werd behaald in 2019, een gedeeld negende plaats.

## Slowakije op het wereldkampioenschap
| Jaar | Plaats | Skip              | WG | W | V | PV | PT |
| ---- | ------ | ----------------- | -- | - | - | -- | -- |
| 2015 | 15     | Pavel Kocian      | 8  | 4 | 4 | 42 | 37 |
| 2016 | 23     | David Misun       | 6  | 2 | 4 | 28 | 32 |
| 2017 | 17     | Juraj Gallo       | 7  | 4 | 3 | 34 | 29 |
| 2018 | 14     | Juraj Gallo       | 7  | 4 | 3 | 42 | 45 |
| 2019 | 9      | Juraj Gallo       | 8  | 5 | 3 | 41 | 36 |
| 2022 | 22     | Juraj Gallo       | 8  | 3 | 5 | 45 | 44 |
| 2023 | 19     | Daniela Matulová  | 7  | 3 | 4 | 36 | 45 |
| 2024 | 32     | Gabriela Kajanová | 6  | 0 | 6 | 20 | 50 |

## Slowakije op het Europees kampioenschap
| Jaar | Plaats | Skip          | WG | W | V | PV | PT |
| ---- | ------ | ------------- | -- | - | - | -- | -- |
| 2005 | 19     | Pavel Kocian  | 5  | 1 | 4 | 19 | 43 |
| 2006 | 18     | Pavel Kocian  | 5  | 1 | 4 | 26 | 40 |
| 2007 | 12     | Pavel Kocian  | 6  | 1 | 5 | 39 | 40 |
| 2008 | 20     | Rene Petko    | 6  | 1 | 5 | 24 | 38 |
| 2009 | 13     | Milan Kajan   | 7  | 3 | 4 | ?  | ?  |
| 2010 | 9      | Milan Kajan   | 7  | 4 | 3 | ?  | ?  |
| 2011 | 17     | Pavel Kocian  | 7  | 3 | 4 | 41 | 38 |
| 2012 | 9      | Pavol Pitoňák | 7  | 4 | 3 | 48 | 39 |
| 2013 | 5      | Pavol Pitoňák | 9  | 5 | 4 | 55 | 49 |
| 2014 | 16     | David Misun   | 7  | 2 | 5 | 27 | 44 |